# Bálványospataka
Bálványospataka (románul Bolovăniș) település Romániában, Bákó megyében.

## Fekvése
A gyimesi vasúti megállótól északra, a Bálványos-patak mellett fekvő település.

## Története, lakossága
A település 1956-ig Gyimesbükk része volt, ebben az évben vált le tőle.
2002-ben 1011 lakosa volt, ebből 844 román, 165 magyar (16,5%), 2 egyéb nemzetiségű.

## Látnivalók
A településen hosszú ideig csak egy harangláb létezett, azonban 1994 - 1997 között épült egy római katolikus kápolna, amely a Szent Kereszt tiszteletére van felszentelve.